# Henk Duut
Henk Duut (sinh ngày 14 thang 1 năm 1964) là một huấn luyện viên và cựu cầu thủ bóng đá người Hà Lan.

## Sự nghiệp Huấn luyện viên
Henk Duut đã dẫn dắt Fortuna Sittard, Omiya Ardija và Feyenoord.